# Francis Verheughe
Francis Verheughe (Gent, 26 augustus 1948) is een Belgisch bedrijfsleider en bestuurder.

## Levensloop
Verheughe studeerde aan de Rijksuniversiteit Gent, alwaar hij in 1972 afstudeerde als burgerlijk ingenieur elektromechanica. 
Hierop aansluitend ging hij aan de slag als ingenieur bij de Nationale Maatschappij der Waterwerken. In 1976 maakte hij de overstap naar Siemens. Vervolgens volgde hij een managementopleiding aan de UCL. In 1993 trad hij toe tot het directiecomité van Siemens België & Luxemburg (Siemens BeLux) en sinds 1996 was hij er algemeen directeur.
Op 29 maart 2007 werd hij aangesteld als voorzitter van Agoria in opvolging van Thomas Leysen. Eind 2008 trad hij terug als voorzitter van zowel Siemens BeLux als van Agoria. Hij werd als voorzitter van Agoria opgevolgd door Paul Depuydt en als voorzitter van Siemens BeLux door André Bouffioux. Ook was hij voorzitter van het Verbond van Ondernemingen in Brussel (VOB) en Belgian Olympic Business Club. Als VOB-voorzitter werd hij in 2002 opgevolgd door Claude Desseille.